# Abd Allah ibn al-Mu'tazz
ʿAbd Allāh ibn al-Muʿtazz bi-llāh (in arabo عبد الله بن المعتز بالله‎?; Samarra, 1º novembre 861 – Baghdad, 29 dicembre 908) è stato un poeta arabo.
Figlio di Califfo (al-Muʿtazz), ʿAbd Allāh fu un appassionato poeta e celebre autore del Kitāb al-badīʿ, un pionieristico studio riguardante la critica letteraria. Obbligato quasi ad accettare il ruolo di califfo alla prematura morte del cugino al-Muktafi, regnò per un solo giorno e una singola notte prima di doversi nascondere per sfuggire alle prepotenze dei "Turchi", ma scovato, fu ucciso per strangolamento nel corso di un intrigo di Palazzo che portò sul trono al-Muqtadir, di tredici anni più anziano di lui.

## Biografia
Trisnipote di Hārūn al-Rashīd, Ibn al-Muʿtazz fu, suo malgrado, al centro di intrighi nella corte califfale abbaside. Suo nonno, il califfo al-Mutawakkil, era stato assassinato dai generali turchi del suo esercito quando Ibn al-Mu'tazz aveva soltanto sei anni. Questi tragici eventi pesarono molto sulla personalità, il tutto aggravato dai nove anni di selvaggia "anarchia" a Samarra. Il padre di ʿAbd Allāh ibn al-Muʿtazz, al-Muʿtazz, 14º califfo abbaside, giunse al potere nell'866, ma nell'869 fu anch'egli assassinato. Il ragazzo si salvò dalla feroce purga che ne seguì riparando a Mecca con sua nonna.
Al suo ritorno a Baghdad poco dopo, si tenne lontano dalla politica e visse una vita edonistica da giovane Principe. Fu in quel tempo che scrisse le sue poesie, dedicate al piacere: tema a lui tanto familiare.
Dopo aver regnato dal 5 aprile 902 al 13 agosto 908, il 17º califfo, cugino di ʿAbd Allāh ibn al-Muʿtazz, al-Muktafī, morì. Il visir al-ʿAbbās b. al-Ḥasan al-Jarjarāʾī voleva che a succedergli fosse il tredicenne fratello di al-Muktafī, al-Muqtadir, intendendo chiaramente operare come sua "eminenza grigia". Malgrado la sua riluttanza, Ibn al-Muʿtazz fu persuaso dall'opposizione ad assumere invece il califfato, nella speranza di porre termine ai devastanti intrighi che avevano indebolito negli ultimi decenni la dinastia abbaside. Fu quindi acclamato califfo il 17 dicembre 908, ma fu immediatamente rovesciato dai suoi avversari nella stessa giornata.

Fuggì dal suo Palazzo di Baghdad e trovò rifugio presso un amico gioielliere, ma fu scoperto il 29 dicembre e strangolato. 
Quasi profeticamente, aveva scritto un giorno, quando era un semplice poeta:
Una notte meravigliosa, ma così breve L'ho portato alla vita, poi l'ho strangolato.
E ancora:
خل الذنوب صغيرهاو كبيرها ذاك التقى
و اصنع كماش فوق أرض الشوك يحذر ما يرى
لا تحقرن صغيرةً إن الجبال من الحصى
Abbandona i peccati, grandi e piccoli – quella è Taqwa.

Sii come chi cammina lungo un sentiero spinoso. Egli è attento a ciò che vede.

Non sminuire i piccoli peccati, ché le montagne sono fatte di ciottoli.
Di conseguenza, a succedere ad ʿAbd Allāh ibn al-Muʿtazz fu il giovane al-Muqtadir, che così divenne il 18º califfo abbaside.

## Opere
Kitāb al-badīʿ, composto quando aveva 27 anni. Base indispensabile per gli studi di poesia araba. Il suo titolo può essere tradotto 'Il Libro del nuovo stile', e 'deriva tale nome dal suo intento polemico, in particolare nel dimostrare che lo stile dei poeti, cosiddetti "moderni" (muḥdathūn), come Bashshār b. Burd (m. 167 o 168/784-5), Muslim b. al-Walīd (m. 208/823), o Abū Nuwās (m. tra il 198/813 e il 200/815), non è tanto "nuovo" e che nessuna delle sue specificità non è stata anticipata dal Corano, dalle tradizioni di Maometto o dei suoi Compagni e dalla poesia antica.'